# Serial Vector Format
Serial Vector Format (SVF) je typ souboru, který slouží k popisu operací na sběrnici IEEE 1149.1 (Joint Test Action Group). Lze jej využít k definici tzv. vektorů pro testování plošných spojů, nebo programování různých obvodů podporující JTAG.
SVF soubor je definován jako ASCII soubor, který se skládá z řady SVF příkazů popisujících operace na sběrnici JTAG. Maximální počet znaků na řádek je 256. Každý řádek se skládá z příkazu a souvisejících parametrů. Každý příkaz je ukončen středníkem, příkazy mohou být i víceřádkové. SVF nerozlišuje velká a malá písmena. Komentáře jsou v SVF soubor uvozeny vykřičníkem '!' nebo dvěma lomítky '//'. Vše za touto značkou je ignorováno.
Jednotlivé příkazy popisují sběrnici JTAG (nastavení frekvence TCK, absence nTRST, atd.), nebo vlastní IR a DR scany.